# M-Sixteen
 (janvier 2025).
La mise en forme du texte ne suit pas les recommandations de Wikipédia : il faut le « wikifier ».
Les points d'amélioration suivants sont les cas les plus fréquents :
- Les titres sont pré-formatés par le logiciel. Ils ne sont ni en capitales, ni en gras.
- Le texte ne doit pas être écrit en capitales (les noms de famille non plus), ni en gras, ni en italique, ni en « petit »…
- Le gras n'est utilisé que pour surligner le titre de l'article dans l'introduction, une seule fois.
- L'italique est rarement utilisé : mots en langue étrangère, titres d'œuvres, noms de bateaux, etc.
- Les citations ne sont pas en italique mais en corps de texte normal. Elles sont entourées par des guillemets français : « et ».
- Les listes à puces sont à éviter, des paragraphes rédigés étant largement préférés. Les tableaux sont à réserver à la présentation de données structurées (résultats, etc.).
- Les appels de note de bas de page (petits chiffres en exposant, introduits par l'outil «  Source ») sont à placer entre la fin de phrase et le point final[comme ça].
- Les liens internes (vers d'autres articles de Wikipédia) sont à choisir avec parcimonie. Créez des liens vers des articles approfondissant le sujet. Les termes génériques sans rapport avec le sujet sont à éviter, ainsi que les répétitions de liens vers un même terme.
- Les liens externes sont à placer uniquement dans une section « Liens externes », à la fin de l'article. Ces liens sont à choisir avec parcimonie suivant les règles définies. Si un lien sert de source à l'article, son insertion dans le texte est à faire par les notes de bas de page.
- La présentation des références doit suivre les conventions bibliographiques. Il est recommandé d'utiliser les modèles {{Ouvrage}}, {{Chapitre}}, {{Article}}, {{Lien web}} et/ou {{Bibliographie}}. Le mode d'édition visuel peut mettre en forme automatiquement les références.
- Insérer une infobox (cadre d'informations à droite) n'est pas obligatoire pour parachever la mise en page.

Pour une aide détaillée, merci de consulter Aide:Wikification.
Si vous pensez que ces points ont été résolus, vous pouvez retirer ce bandeau et améliorer la mise en forme d'un autre article.
M-Sixteen est un groupe de punk hardcore Parisien actif entre 2000 et 2010, et est connu pour avoir comme guitariste le compositeur et producteur Renaud Rebillaud.
Le groupe a à son actif trois disques, une démo, un split avec le groupe américain The Missing 23rd, ainsi qu'un album.

## Biographie
Formé en 2000 à Paris, le groupe enchaine les concerts locaux avant d'enregistrer sa première démo, le groupe évolue alors dans une scène parisienne bouillonnante aux côtés de jeunes groupes comme Hogwash, Jetsex ou encore Softworld et The Marxmallows, groupes avec qui ils partagent souvent l'affiche.
En 2003, le groupe enregistre 5 titres au Loko Studio en Normandie, qui constituera leur deuxième disque, un split avec les californiens de The Missing 23rd. Selon le site Mowono, « des morceaux tels que Under Stress, Fate+Reason ou Voting Patterns, en plus d’être étonnement variés et ne laissant que peu de répit, promettent de faire reparler de M Sixteen dans peu de temps ».
A la suite de cette sortie le groupe fait une tournée française avec Hogwash. On les verra également sur la route au cotés de Strike Anywhere, Unsane, Shai Hulud ou encore Big D and the Kids Table.
M-Sixteen ira également pour la première fois en Allemagne pour jouer au désormais mythique Magnet club à Berlin.
L'été 2005 le groupe retourne au Loko Studio, et il y retournera par intermittence pendant quasiment deux années afin de parfaire son premier album. Album 10 titres qui sortira en 2007, et qui permettra au groupe  de tourner partout en Europe, en Russie  et au Royaume-Uni.

## Membres
- Victor Teixera - Guitare basse / Chant
- Renaud Rebillaud - Guitare / Chant
- Michael Lefebvre - Guitare / Chant
- Jérôme Treuvelot - Batterie / Chant